# Гусейнов, Эйваз Мовсум оглы
Эйваз Мовсум оглы Гусейнов (азерб. Eyvaz Mövsüm oğlu Hüseynov; род. 15 февраля 1959, Муганлы, Нагорно-Карабахская автономная область) — глава Исполнительной власти Ходжавендского района (с 1992).

## Биография
Родился 15 февраля 1959 года в с. Муганлы Ходжавендского района. В 1981 году окончил факультет электронно-вычислительных машин Азербайджанского политехнического института по специальности «инженер-системотехник».
Окончил Академию государственного управления Азербайджана.
Работал инженером Бакинского завода радио, главным бухгалтером колхоза им. С. Вургуна с. Муганлы Ходжавендского района. 
Являлся председателем исполнительного комитета Совета народных депутатов с. Муганлы.
Ветеран Первой Карабахской войны. В 1988 году сформировал отряд самообороны Ходжавенда. Являлся командиром данного отряда. Несколько раз был ранен.
Глава исполнительной власти Ходжавендского района (с 2 июля 1992).
Первый вице-президент Федерации карате Азербайджана.
Являлся членом правления Азербайджанской общины Нагорного Карабаха.
Участвовал во Второй карабахской войне.
Член партии «Новый Азербайджан».

## Награды
- Орден «За службу Отечеству» II степени (14 февраля 2019, за активное участие в общественно-политической жизни Азербайджана)[4]